# Pérols
Pérols is een gemeente in het Franse departement Hérault (regio Occitanie). De plaats maakt deel uit van het arrondissement Montpellier. Pérols telde op 1 januari 2022 9.541 inwoners.
De gemeente heeft een haven waar zowel vissersboten als plezierboten aangemeerd zijn. Pérols heeft een stierenarena met 2.200 zitplaatsen.

## Geschiedenis
De plaats werd voor het eerst vermeld in 804 onder de naam Perairolum. De bevolking leefde van de landbouw (wijnbouw) en de visserij. De cabaniers visten op de zoutwaterlagunes rond Pérols. In 1689 kreeg Pérols een stadsbestuur met een burgemeester (maire). Tijdens de Spaanse Burgeroorlog was er een belangrijke inwijking van Spanjaarden, die tewerkgesteld werden in de landbouw. Na de Algerijnse onafhankelijkheid volgde een nieuwe immigratiegolf.

## Geografie
De oppervlakte van Pérols bedroeg op 1 januari 2022 6,01 vierkante kilometer; de bevolkingsdichtheid was toen 1.587,5 inwoners per km².
Een derde van de oppervlakte van de gemeente bestaat uit water: in het oosten het Étang de l'Or, in het zuiden het Étang de Pérols.

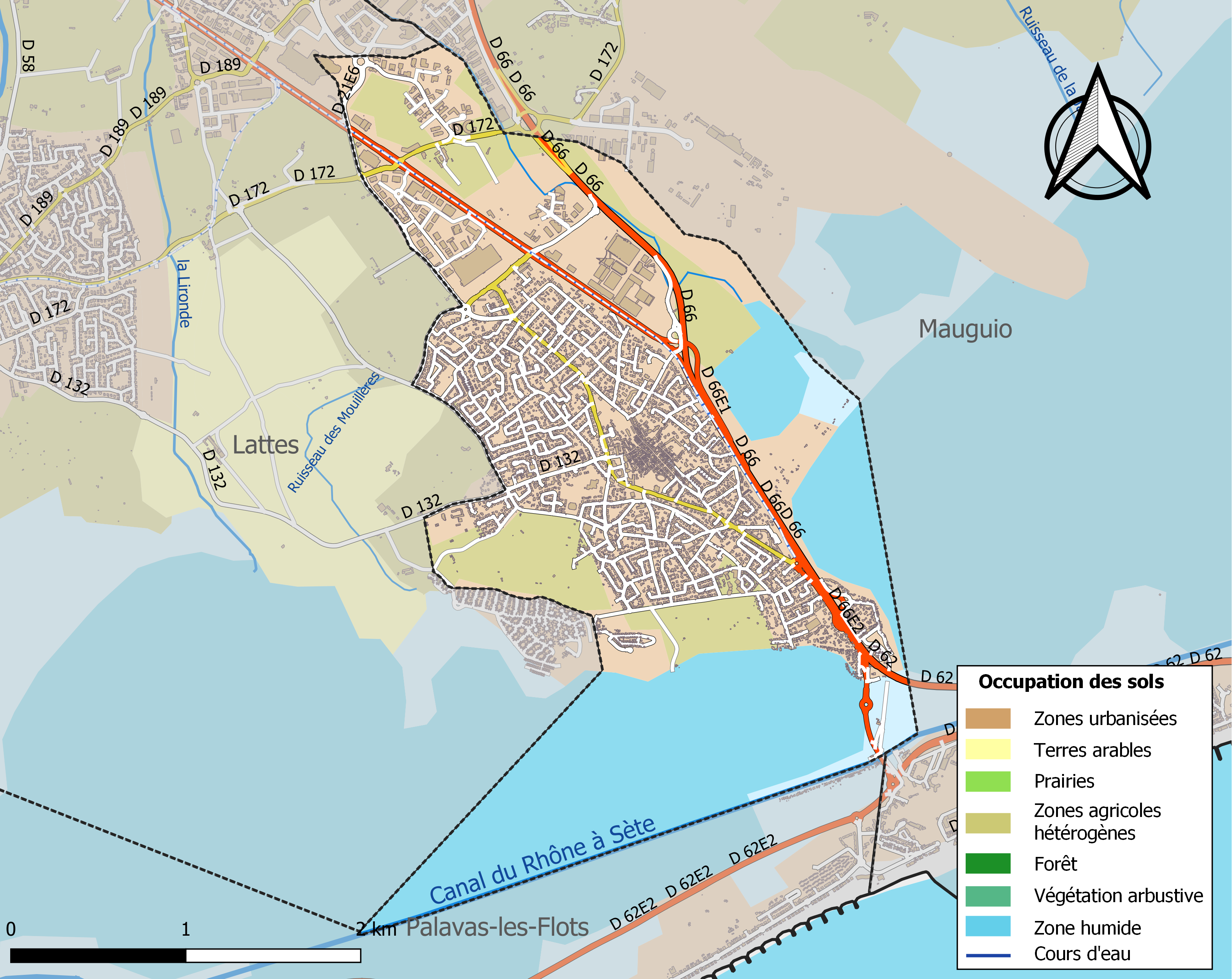
Kaart van de gemeente met belangrijkste infrastructuur, bodemgebruik en omliggende gemeenten

## Demografie
Onderstaande figuur toont het verloop van het inwonertal (bron: INSEE-tellingen).